# Phlyctenosis fairmairei
Phlyctenosis fairmairei là một loài bọ cánh cứng trong họ Cerambycidae.